# バニラシュガー

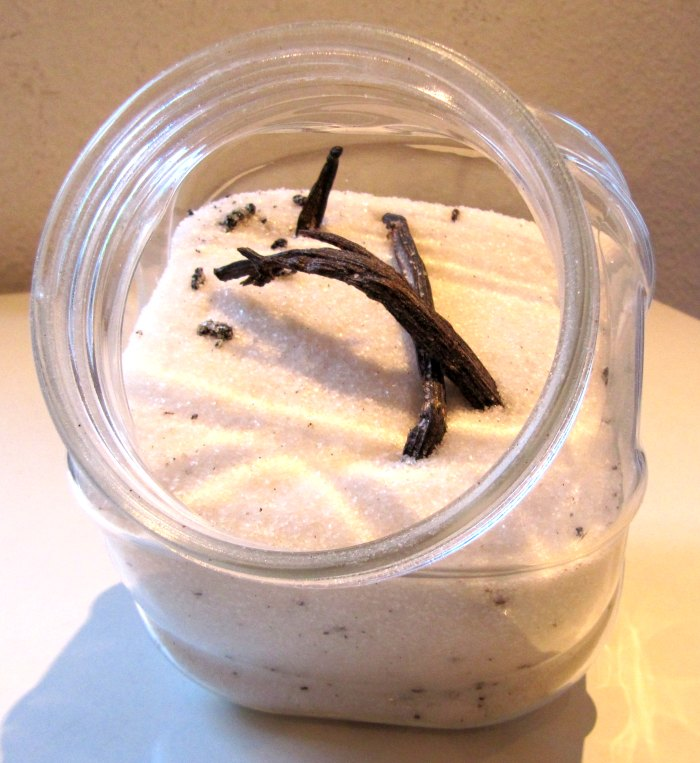

バニラシュガー(Vanilla sugar)は、イタリア、オランダ、ドイツ、ポーランド、スウェーデン、フィンランド、デンマーク、オーストリア、ノルウェー、ハンガリー、チェコ、スロバキア、スロベニア、クロアチア、ボスニア、セルビア、トルコやその他のヨーロッパの国でデザートに用いられる材料である。
砂糖とバニラビーンズまたは砂糖とバニラエキス（割合としては2カップの砂糖にティースプーン1杯のエキス）を混ぜて作る。
市販のバニラシュガーは高価で、ヨーロッパ以外では入手が困難であるが、家庭で作ることができる。しばしばバニラエキスが代わりとして用いられ、パッケージ1つがティースプーン1杯に相当する。しかしトッピングとして用いる場合は、バニラエキスは適していない。
バニラシュガーは、400g（2カップ）の白砂糖と、バニラビーンズ1房分の傷を付けた種子から作る。1房化2房のバニラビーンズを鞘ごと、200-400gの白砂糖とともに密閉ジャーに入れ、2週間寝かせることでも作れる。使用時に砂糖を補充することもできる。
安価なバニラシュガーは、砂糖とバニリンから作られる。